# Kadapatti, Bilgi
Kadapatti là một làng thuộc tehsil Bilgi, huyện Bagalkot, bang Karnataka, Ấn Độ.